# Saxicavella
Saxicavella is een geslacht van tweekleppigen uit de familie van de Basterotiidae.

## Soorten
- Saxicavella jeffreysi Winckworth, 1930 = Geplooide rotsboorder
- Saxicavella nybakkeni P. H. Scott, 1994
- Saxicavella pacifica Dall, 1916
- Saxicavella sagrinata Dall & C. T. Simpson, 1901

## Voormalige soort
- Saxicavella angulata (S. V. Wood, 1857) -> Basterotina angulata (S. V. Wood, 1857)